# Coppengrave
Coppengrave település Németországban, azon belül Alsó-Szászország tartományban. Lakosainak száma 642 fő (2014. január 2.). Coppengrave Delligsen és Alfeld községekkel határos.

## Népesség
A település népességének változása:

| 2014 | 642 |